# Erreur de jeunesse
Cet article possède un paronyme, voir Terreur de jeunesse.
Erreur de jeunesse est un film français réalisé par Radovan Tadic, sorti en 1989. 

## Fiche technique
- Titre : Erreur de jeunesse
- Réalisation, scénario et dialogues : Radovan Tadic
- Photographie : Pierre Novion, Georges Strouvé, John Stanier, Radovan Tadic
- Musique : Jean-Louis Valero
- Montage : Dominique Gallieni, Pascale Chavance
- Son : Bruno Tarrière, Dominique Hennequin
- Décors : Thierry François, Atelier Passe Muraille
- Production : M 87 Productions - MC Films - Philippe Cosson
- Tournage : du 27 juin au 30 août 1988 à Dole, Paris et Londres
- Pays de production :  France
- Format : noir et blanc
- Durée : 90 minutes
- Dates de sortie :
  - France : mai 1989 (Festival de Cannes) ; 28 février 1990 (sortie nationale)

## Distribution
- Francis Frappat : Antoine
- Muni : Thérèse
- Géraldine Danon : Françoise
- Patrick Bauchau : Paul
- Didier Flamand : Patrick
- Irène Jacob : Anne
- Jacques Dacqmine : M. Monfort
- Isabelle Weingarten : la fille de la boutique
- Yann Dedet : le patron de l'imprimerie

## Distinctions
- 1989 : Prix de la jeunesse, Prix Perspectives du Cinéma Français au Festival de Cannes